# Honor 10
Honor 10 — смартфон компании Honor, выпущенный в 2018 году.

## Экран
Смартфон оснащен экраном на IPS матрице, размер дисплея 5,84 дюйма с соотношением сторон 19:9. Разрешение составляет 2248х1080, разрешающая способность экрана 432 ppi, контрастность 1364:1, максимальная яркость 485 кд/м².

## Камера
Основная камера состоит из двух модулей. Первый модуль 16 Мп, RGB, светосила f/1.8. Второй модуль 24 Мп, монохром, светосила f/1.8. Фокусировку основной камеры обеспечивает фазовый автофокус. Камера оснащена LED вспышкой. Максимальное значение зума 10х. Максимальное разрешение снимков 5120х3840 точек. Есть поддержка формата RAW. Присутствует AI, который распознаёт 500 сюжетов в 22 категориях и автоматически меняет настройки съёмки фотографий.
Основная камера поддерживает запись видео в формате 4K (3840х2160 точек) при 30 fps, FHD (1920х1080 точек) при 60 fps. Есть режим замедленной съёмки в качестве 1080р при 20 fps и 720p при 120 fps.
Для основной камеры не предусмотрено оптической стабилизации, есть электронная стабилизация, но она не поддерживается при режиме 4K и при выборе частоты 60 fps.
Фронтальная камера оснащена широкоугольным объективом, разрешение матрицы составляет 24 Мп, светосила f/2.0, есть поддержка эффекта боке.
Максимальное разрешение снимков фронтальной камеры 5632х4224 точки. Запись видео поддерживается в формате FHD+ (2160х1064 точки).

## Технические характеристики
- Материалы корпуса: стекло, металл
- Операционная система: Android 8.1 Oreo + EMUI 8.1
- Сети: 2G, 3G, 4G
- SIM: две nano-SIM (попеременная работа)
- Экран: диагональ 5,84", разрешение 2280x1080 точки (19:9), ppi 432
- Процессор: восьмиядерный Kirin 970, четыре ядра Cortex-A73 2.4 ГГц и четыре ядра Cortex-A53 1.8 ГГц
- Графика: Mali-G72 MP12
- Оперативная память: 4 ГБ
- Память для хранения данных: 64/128 ГБ
- Разъёмы: USB 2.0
- Основная камера: два модуля 16 + 24 Мп, вспышка, боке
- Фронтальная камера: 24 Мп
- Сети: GSM/WCDMA/LTE
- Интерфейсы: Wi-Fi b/g/n/a/ac, Bluetooth 4.2
- Навигация: GPS, ГЛОНАСС, BDS
- Дополнительно: датчик освещенности, гироскоп, G-sensor, компас, датчик Холла, сканер отпечатка пальца, распознавание лица, NFC, ИК передатчик
- Батарея: 3400 мАч, быстрая зарядка Honor SuperCharge (100 % за 110 минут[3])
- Габариты: 149,6 х 71,2×7,7 мм
- Вес: 153 г

## Защита
Экран телефона защищен стеклом Corning Gorilla Glass. Информации о наличии сертификата IP защиты от воды и пыли нет, так что устройство не следует подвергать даже воздействию брызг.

## Продажи
Honor 10 был анонсирован 19 апреля 2018 года в Китае. 27 апреля 2018 года начались продажи смартфона на китайском рынке.
На глобальном рынке смартфон был представлен в Лондоне 15 мая 2018 года, тогда же были открыты продажи в 26 странах.
В России с 15 мая 2018 года можно было подать заявку на предзаказ. Первоначальная стоимость для России составляла 26 990 за 64 Гб и 29 990 рублей за 128 Гб. В сентябре 2018 года модель подешевела до 22 000 рублей, к маю 2019 года цена снизилась ещё раз до 19 499 рублей.
24 мая 2018 года компания Huawei заявила о том, что менее чем за месяц было продано более чем 1 миллион экземпляров по всему миру.
12 июля 2018 года, по сообщению компании Huawei, было продано более 3 миллионов устройств.
В продажу смартфон поступил в четырёх цветах: синий, зелёный, чёрный и серый. Эффект цветового градиента в оформлении задней крышки присутствует только в цветах синий и зелёный.

## Похожие модели
- Huawei Honor 9 Lite
- Яндекс.Телефон